# Бенедейчич, Андрей
Андрей Бенедейчич (словен. Andrej Benedejčič; 21 ноября 1970, Любляна, СФРЮ) — словенский государственный и дипломатический деятель. Доктор наук

## Биография
Окончил Гарвардский университет со степенью бакалавра экономики.
С 1998 по 1999 год был членом Постоянного представительства Республики Словения при Организации Объединенных Наций, выполнял функции заместителя представителя в Совете Безопасности Организации Объединенных Наций.
В 2001–2002 годах – госсекретарь и советник по внешней политике премьер-министра Словении Роберта Голоба и президента Словении Янеза Дрновшека с 2003 по 2004 год.
С 2005 по 2008 год — Чрезвычайный и Полномочный Посол Республики Словения в Российской Федерации.
По совместительству посол Словении в Белоруссии, Казахстане, Киргизии, Таджикистане и Узбекистане.
С 2009 по 2011 год – генеральный директор Министерства иностранных дел Республики Словения, отвечавший за многосторонние политические отношения и глобальные вопросы страны.
С 2011 по 2015 год — Чрезвычайный и Полномочный Посол Республики Словения в Совете Организации Североатлантического договора в Брюсселе.
В настоящее время является постоянным представителем Республики Словения при Организации по безопасности и сотрудничеству в Европе и других международных организациях в Вене.
Защитил докторскую диссертацию на тему «Славянское измерение российской дипломатии: русская идентичность, славянская идея и внешняя политика Российской Федерации» на Факультете социальных наук университета в Любляне и опубликовал книгу «Россия и славянство: между великодержавием и взаимностью» (издательство ФДВ, 2021).
Патриарх Московский и всея Руси Алексий II наградил его Кирилло-Мефодиевской премией.
Его двоюродный брат — футболист Игорь Бенедейчич .

## Награды
- Орден князя Ярослава Мудрого III степени (4 сентября 2023 года, Украина) — за весомый личный вклад в укрепление межгосударственного сотрудничества, поддержку государственного суверенитета и территориальной целостности Украины, популяризацию Украинского государства в мире[2].